# 希普島
希普島（英語：Heap Island）是南極洲的島嶼，位於雷諾島東南端，處於尤爾瓦角和貝茨島之間，屬於比斯科群島的一部分，在1985年由英國南極名稱諮詢委員會命名，現時由南極條約體系管理。